# 奧森氏斯通鰧
奧森氏斯通鰧（學名：Storrsia olsoni），為輻鰭魚綱䲁形目指鰧科斯通鰧屬的一個種，種明是為紀念該物種的採集者、美國國家自然歷史博物館的鳥類學家斯托爾斯·奧爾森（Storrs Olson），分布於西南大西洋巴西羅卡斯群島和費爾南多·迪諾羅尼亞群島海域，深度0至1公尺，體長可達3公分，棲息在潮間帶潮池，生活習性不明。